# لایوش شومودی
لایوش شومودی (مجاری: Lajos Somodi Sr.; ۴ دسامبر ۱۹۲۸ – ۹ مهٔ ۲۰۱۲) ورزشکار شمشیربازی اهل مجارستان بود.
وی در مسابقات کشوری و بین‌المللی در مجموع برندهٔ ۱ مدال برنز شده‌است.